# 作間喬宜
作間 喬宜（さくま たかよし、1894年（明治27年）11月10日 - 1966年（昭和41年）12月27日）は、日本の陸軍軍人。最終階級は陸軍少将。

## 経歴
山口県出身。熊本陸軍地方幼年学校、中央幼年学校を経て、1916年（大正5年）5月、陸軍士官学校（28期）を卒業。同年12月、歩兵少尉に任官し歩兵第13連隊付となる。1922年（大正11年）3月、陸軍委託学生として東京外国語学校独逸語委託専科を修了した。
1922年4月、熊本地方幼年学校付となり、那覇商業学校（現沖縄県立那覇商業高等学校）配属将校、歩兵第47連隊中隊長、陸士付勤務を務め、1933年（昭和8年）8月、歩兵少佐に昇進。同年12月、陸軍兵器本廠付（軍事課）となり、1938年（昭和13年）3月、歩兵中佐に進み、北支那方面軍参謀部付に発令され日中戦争に出征。1940年（昭和15年）3月、南支那方面軍参謀部付に転じ、1941年（昭和16年）3月、陸軍大佐に昇進した。
1941年7月、第23軍参謀部付となり、同年10月、歩兵第214連隊長に発令され太平洋戦争に出征。ビルマの戦い、インパール作戦、イラワジ会戦などに参戦した。1945年（昭和20年）6月、陸軍少将に進級し独立混成第24旅団長に就任。タンビザヤで終戦を迎えた。1946年（昭和21年）7月に復員した。
1947年（昭和22年）11月28日、公職追放仮指定を受けた。

## 親族
- 義父 吉橋徳三郎（陸軍少将）[1]